# جان دی هنکاک
جان دی هنکاک (انگلیسی: John D. Hancock؛ زادهٔ ۱۲ فوریهٔ ۱۹۳۹) یک کارگردان، و تهیه‌کننده اهل ایالات متحده آمریکا است.